# Christian Schwarz (Politiker, 1610)
Christian Schwarz, auch Schwartz, Schwartze, Schwarzer, Schwartzer, geadelt von Schwartzer (* 9. Februar 1610 in Greifswald; † 8. Oktober 1679 in Stralsund) war Bürgermeister von Stralsund und königlich schwedischer Landrat in Schwedisch-Pommern.

## Leben
Christian Schwarz war der zweite Sohn des Ratsherrn und späteren Bürgermeisters von Greifswald, Christian Schwarz. Seine Mutter Regina Völschow war die Tochter des Ratsherrn Jochen Völschow und der Sibilla Mevius sowie Witwe des Greifswalder Bürgermeisters Joachim (Jochen) Brunnemann. In seiner Jugend studierte er an verschiedenen Akademien, unter anderem an der Universität Königsberg, und unternahm eine Bildungsreise durch mehrere Länder. Er schloss sein Studium mit der Promotion zum Dr. iur. ab.
Nach dem Tod des letzten pommerschen Herzogs Bogislaws XIV. 1637 arbeitete er im Justizwesen für die von der schwedischen Besatzungsmacht in Pommern eingesetzte Interimsregierung.
1639 wurde er Ratsherr in Stralsund. Zusammen mit Joachim von Braun wurde er im November 1645 als Deputierter zu den Friedensverhandlungen nach Osnabrück entsandt, wo er sich bis April 1647 aufhielt. 1648 war er Stadtkämmerer. Im selben Jahr gehörte er einer Abordnung von Stadtvertretern an, die nach Stockholm an den Hof der schwedischen Königin Christina reisten.
Am 21. Februar 1655 wurde er zum Bürgermeister gewählt. 1671 wurde er zum königlich schwedischen Landrat ernannt. Am 20. Dezember 1673 wurde er durch König Karl XI. in den schwedischen Adelsstand ("von Schwarzern") erhoben.

## Nachkommen
1638 heiratete er Margaretha von Braun, eine Tochter des Peter von Braun († 1657), Altermann des Stralsunder Gewandhauses, und Witwe des Georg Schwiersen. 
Der Ehe entstammten vier Söhne:
- Christian (1639–1704), königlicher Hofrat
- Johann Friedrich (1642–1716)
- Georg (1646–1720)
- Ernst (1648–1729), hessischer Geheimrat